# Брюн-де-Сент-Ипполит, Валентин Анатольевич
Валенти́н Анато́льевич Брюн-де-Сент-Ипполи́т (31 мая 1871, Санкт-Петербург — 3 февраля 1918) — русский юрист и государственный деятель, тайный советник.

## Биография
Из семьи потомственных дворян Санкт-Петербургской губернии. Правнук кораблестроителя генерал-майора флота Франца Яковлевича Брюна де Сент-Ипполита (1764—1820).
Окончил 2-ю санкт-петербургскую гимназию (1889) и юридический факультет Санкт-Петербургского университета (1893).
Коллежский секретарь, чиновник в канцелярии 5-го департамента Сената (1893), младший кандидат на судебные должности при Ярославском окружном суде (1894), старший кандидат на судебные должности при Московской судебной палате (1895), титулярный советник (1896), коллежский асессор (1899), товарищ прокурора Нижегородского (1897), затем Санкт-Петербургского (1902) окружных судов, надворный советник (1903). С 1905 года — прокурор екатеринбургского окружного суда, с 1907 года коллежский советник, с 1909 года — прокурор Московского окружного суда, с 1912 года — прокурор Омской судебной палаты, статский советник.
В феврале 1914 — 06.09. 1915 годов — директор Департамента полиции Министерства внутренних дел, действительный статский советник.
Был известен своей честностью, на пост главы российской полиции приглашен по инициативе товарища (заместителя) министра внутренних дел В. Ф. Джунковского, который стремился придать этому учреждению более цивилизованный характер.
С 4 сентября 1915 года — сенатор Судебного департамента, тайный советник.
В 1917 году приглашался в канцелярию Поместного Собора Православной Российской Церкви для временных занятий.
Награждён орденами св. Станислава II (1905) и I (1915) степени, св. Анны III (1901) и II (1908) степени, св. Владимира IV степени (1910).
Обвенчан с Александрой Лавровной Канищевой, дети: Елена, Анатолий, Владимир.